# 羅啻
羅啻（1809年9月20日—1864年11月30日），本名伊萊休·多蒂（英語：Elihu Doty），是一位活躍於19世紀的美國傳教士和語言學家。受亞比絲喜美總會之委派，先後於爪哇、婆羅洲及廈門等地從事傳教工作長達28年。他曾負責編纂第一部以英語寫成的閩南語教科書。儘管白話字的確切起源仍存有疑問，但一般都將他與打馬字一同認定為白話字的發明者，而這套文字系統至今仍是閩南語最常見的正寫法。

## 生平

### 早年
羅啻在1824年時進入羅格斯大學立志學習商學，後來才轉進神學院學習，並於1836年畢業。同年5月，羅啻與克拉麗莎·阿克萊（Clarissa D. Ackley）結婚，並接受亞比絲喜美總會之委派，前往海外宣教。

### 傳教
羅啻於1836年6月上旬搭船離開紐約，同年9月便抵達荷屬東印度爪哇的巴達維亞（今雅加達），展開為期3年的傳教生活。當時的巴達維亞為倫敦宣道會的主要活動基地，羅啻在此學習了福建話。1838年10月15日，羅啻經新加坡與博曼牧師會合並一同前往婆羅洲，10月30日經海路抵達三發，並改走陸路南下。11月24日，抵達婆羅洲南部大城坤甸，隨後於27日便走海路回新加坡。兩人隔年再度來到坤甸，並在當地設置了傳道站，開始學習廣東話。
1842年，在廈門開拓傳教工作的雅裨理牧師在訪問婆羅洲後，力薦羅啻與博曼二人應前來人口眾多的中國工作。1844年6月22日，羅啻抵達廈門，起先在鼓浪嶼宣教，後來才搬至廈門島。抵達廈門後，羅啻積極學習廈門話，以筆記本紀錄新單字，編寫成一本共212頁的手冊。然而，搬抵廈門不久，羅啻6歲的獨生子便去世。1845年10月5日，羅啻的妻子也因病過世，年僅39歲。羅啻隨後帶著家屬回美國交予親戚照料。羅啻也藉此機會在美國停留了一年半，到處分享在廈門的宣教工作與困難之處，希望引起教會的注目；在此期間，他也與第二任妻子瑪麗·史密斯（Mary Smith）結婚。
1847年8月19日，羅啻回到了廈門，與他同行的有約翰·凡·涅斯特·打馬字牧師。漸漸地，前來聽教者漸增，羅啻等人便在「新街仔」興建一座禮拜堂，1848年竣工，1849年2月11日舉行獻堂禮。1848年12月19日，博曼牧師在前往香港的途中遭遇船難，因此在2月11日舉行新街堂獻堂禮之際，亦同時追思博曼牧師。
1850年，羅啻、打馬字以及養雅各醫生等人，為了宣教的需求，共同研擬出一套以拉丁字母連綴切音的白話字。1852年，羅啻在養雅各醫生的協助下，翻譯了《約翰傳福音書》（Iok hām thoân hok im su），共46頁，由大英聖書公會於廣州出版，應當是第一部廈門音白話字的聖經譯本。1854年，羅啻將米憐的《鄉訓五十二則》翻譯成白話字，並以《鄉訓十三則》為書名出版。1853年，羅啻於廣州出版了以英語寫成的教科書《翻譯英華廈腔語彙》（Anglo-Chinese Manual with Romanized Colloquial in the Amoy Dialect），這是最早期的閩南語教科書。而羅啻在該書序言中提及大量參考了由已過世的博曼牧師所採錄的廈門話語彙。

### 晚年
1858年2月28日，羅啻的續絃瑪麗去世。之後，羅啻與美國亞比絲喜美總會解約，1859年返回美國。1861年，他再度以美國歸正教會宣教師的身分來到廈門工作，直到1864年11月退休為止。1864年11月30日，羅啻在返回紐約的航程中於船上過世。

## 出版物
- Doty, Elihu. . Shanghae: Mission Press. 1850. OCLC 31245161.
- Doty, Elihu. . Guangzhou: Samuel Wells Williams. 1853. OCLC 20605114.

## 腳註
1. 1 2 3 4 5 6 7  賴永祥 (2008).
2. 1 2  Klöter (2002).
3. ↑  Bruggink & Baker (2004)，第92頁.
4. 1 2  Wylie (1867).

## 參閲
- 白話字

## 外部連結
- 翻譯英華廈腔語彙－台語文記憶 （页面存档备份，存于）